# Anna Campbell
Anna Campbell, née le 12 juin 1991 à Lewes (Royaume-Uni) et morte le 15 mars 2018 près d'Afrine (Syrie), également connue sous le nom de Hêlîn Qereçox, est une militante anarchiste, féministe et syndicaliste britannique.
En mai 2017, elle rejoint au Rojava, les Unités de protection de la femme (YPJ), organisation militaire kurde composée exclusivement de femmes.
Elle est tuée, le 15 mars 2018, dans un bombardement turc, lors de la bataille d'Afrine. C'est la première femme britannique à être tuée aux côtés des forces kurdes dans la guerre civile syrienne,.

## Biographie
Elle grandit à Lewes dans le Sussex de l'Est, dans le sud-est de l'Angleterre.
Elle s'inscrit à l'université de Sheffield, mais abandonne ses études et s'installe à Bristol, où elle exerce le métier de plombier qualifié,,.
Décrite comme « une jeune femme de principe, énergique et de grande conviction », membre de la section de l'Industrial Workers of the World de Bristol, elle était connue pour ses positions en faveur de l'abolition de la prison et par son activisme dans de nombreux mouvements politiques et sociaux tels les manifestations étudiantes du Royaume-Uni en 2010, la Hunt Saboteurs Association (mouvement anti-chasse international) ou l'Anarchist Black Cross,.

Le drapeau des YPJ.

C'est en mai 2017, qu'elle voyage en Syrie, reçoit une formation militaire et en langue kurde pour rejoindre les Unités de protection de la femme kurdes dans les territoires du Rojava. Selon The New York Times, elle se voulait solidaire concrètement de « la lutte pour défendre une région autonome, principalement kurde, dans le nord de la Syrie, connue sous le nom de Rojava, dont les dirigeants prônent une politique laïque, démocratique et égalitaire, avec des droits égaux pour les femmes », le confédéralisme démocratique.
Elle monte pour la première fois au front lors de la bataille d'Afrine, au cours de laquelle elle trouve la mort le 15 mars 2018 lors d'un bombardement de l'armée turque.

## Contexte

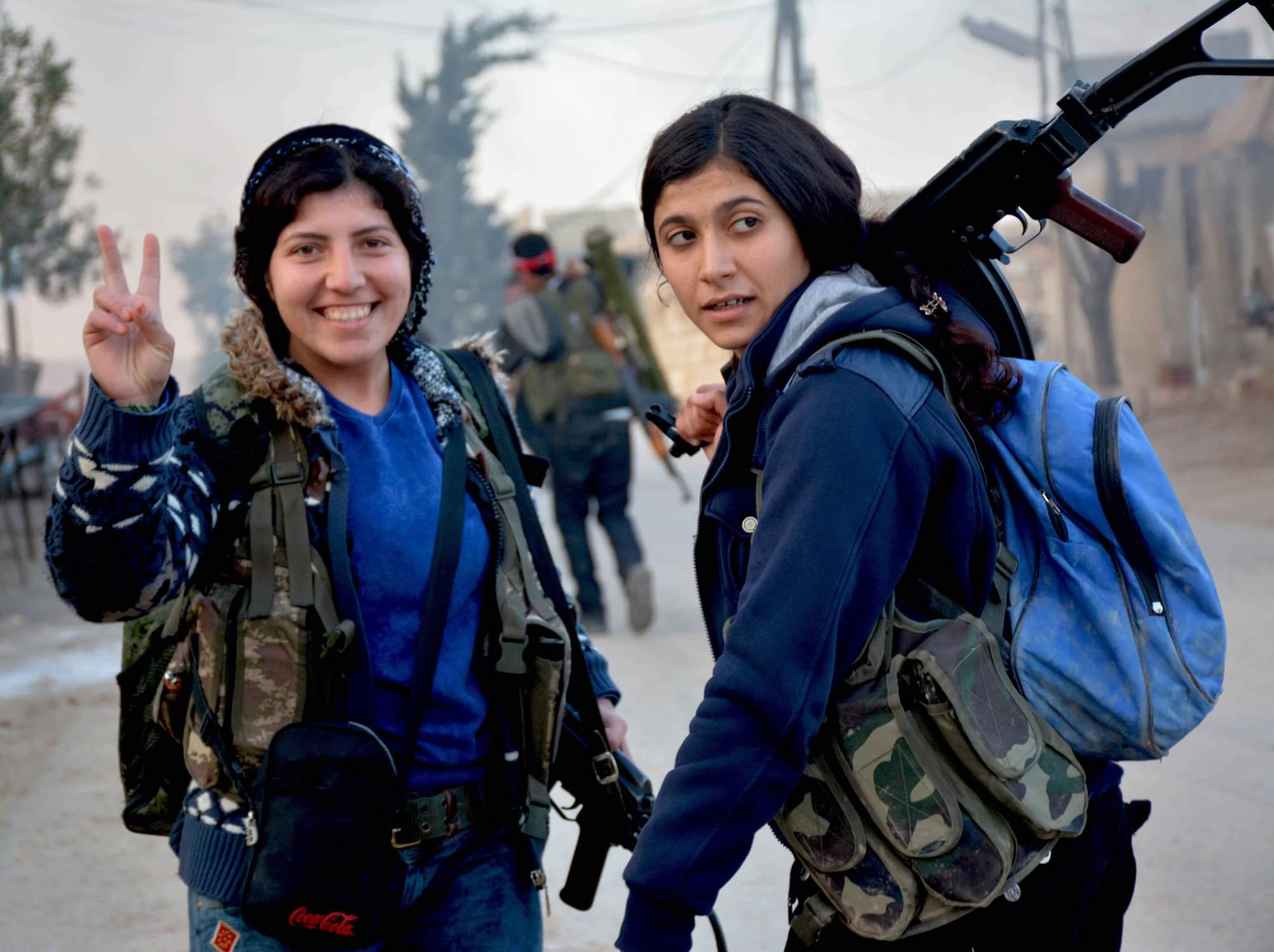
Deux combattantes kurdes des YPJ, en février 2018, dans la région d'Afrine.

Depuis 2015, des centaines de combattants étrangers ont rejoint les rangs des YPJ et des YPG dans la Rojava, au nord de la Syrie, notamment lors des combats contre le groupe jihadiste État islamique (EI).
Au moins deux volontaires « internationalistes » ont été tués, en février 2018, dans l'offensive turque contre l'enclave d'Afrine, dont le journaliste libertaire breton Olivier Le Clainche, nom de guerre : Kendal Breizh,.

## Hommages
Dans The New York Times daté du 21 mars 2018, Ilham Ahmed, co-président du Conseil démocratique syrien rend hommage à « la jeune féministe qui est morte pour mon peuple » :
« Anna était l'un des nombreux volontaires occidentaux qui ont combattu aux côtés des forces démocratiques syriennes au cours des trois dernières années — d'abord contre l'État islamique et, plus récemment, contre l'agression turque. [...] Considérez simplement le fait qu'Anna Campbell était une citoyenne britannique tuée par un autre membre de l'OTAN. »